# Myosotis semiamplexicaulis
Myosotis semiamplexicaulis är en strävbladig växtart som beskrevs av Dc. Myosotis semiamplexicaulis ingår i släktet förgätmigejer, och familjen strävbladiga växter. Inga underarter finns listade i Catalogue of Life.